# Thelypteris furva
Thelypteris furva är en kärrbräkenväxtart som först beskrevs av William Ralph Maxon, och fick sitt nu gällande namn av R. Tryon. Thelypteris furva ingår i släktet Thelypteris och familjen Thelypteridaceae. Inga underarter finns listade.